# Philip Antony Corri
Philip Antony Corri, également connu sous le nom Arthur Clifton, né en 1784 et mort en 1832, est un compositeur et organiste écossais, né à Édimbourg plus tard actif à Londres et Baltimore dans le Maryland. Il commence à composer en 1802. Il participe à a fondation de la Royal Philharmonic Society et de la Royal Academy of Music.
Dans les années 1820, Corri adopte le nom « Arthur Clifton » et s'installe à Baltimore où il est organiste d'église et actif dans le théâtre local. Il écrit sur les méthodes d'enseignement de la musique et compose différentes pièces, essentiellement un opéra intitulé The Enterprise.